# Lago di Büyükçekmece
Il lago di Büyükçekmece (in turco Büyükçekmece Gölü) è un liman formato nel punto in cui il fiume Karasudere sfocia nel Mar di Marmara. Il lago si trova vicino al comune omonimo, a sud del distretto di Çatalca, a ovest di Istanbul, in Turchia. Esso è usato come un serbatoio d'acqua dolce. Il banco di sabbia che delimita il lago è stato rinforzato nel 1988 da una diga. L'area del lago, che è lungo 7 km e largo 2 km, è di 28,47 km². La profondità massima è di 8,6 m, a seguito degli scavi effettuati dal Servizio idraulico turco.
Questo lago di origine fluviale si formò quando la corrente del Karasudere, proveniente da Çatalca, fu bloccata dal banco di sabbia che essa stessa aveva creato, formando così il lago. Tra la diga di Büyükçekmece e il Mar di Marmara esiste un lago salmastro e poco profondo d'acqua salata. Un'altra laguna, il lago di Küçükçekmece, si trova a circa 12 km a est del lago di Büyükçekmece. Il numero di specie di pesci osservate nel lago è diminuito da 30 nel passato a 15 attualmente. Un ponte antico a più arcate lungo 635 m e con 7,17 m di larghezza, progettato dall'architetto ottomano Mimar Sinan (1489-1588) e commissionato dal sultano Solimano il Magnifico, si estende lungo la stretta apertura del banco di sabbia la quale collega il lago al mare. Su una penisola sulla sponda settentrionale del lago è situato l'aeroporto privato di Istanbul Hezarfen.

## Biologia
Nel 1989 il lago, che non è protetto, è stato dichiarato da BirdLife International come Important Bird Area per la presenza di numerose e distinte specie di uccelli acquatici.